# MTM-1
Metoda MTM-1 jest metodą podstawową analizy ruchów elementarnych, która powstała jako pierwsza z metod MTM. Celem zastosowania tej metody jest modelowanie każdego manualnego przebiegu pracy za pomocą koniecznych ruchów podstawowych. Każdemu ruchowi podstawowemu przyporządkowana jest, w zależności od wielkości wpływających, wartość czasu normatywnego. MTM-1 jest systemem stosowanym w produkcji masowej i wielkoseryjnej, w pracach typowo rutynowych, gdzie o oszczędności czasowej decydują już ułamki sekund. Metoda MTM-1 należy do systemu bloków procesowych MTM.
Wykorzystanie tej metody analizy ruchów elementarnych wspiera zastosowanie zasady ekonomiki ruchów elementarnych.